# Íleo biliar
El íleo biliar es un tipo de obstrucción intestinal provocado por un cálculo biliar de grandes dimensiones, que ha sido expulsado por la vía biliar, a través de una vía anómala al estómago o al intestino delgado. El nivel de la obstrucción suele ser en la unión ileocecal, es decir la unión del intestino delgado con el intestino grueso.
El íleo biliar fue descrito inicialmente por Bartholín en 1645 durante una autopsia y Courvousier en 1890 publicó una serie de 131 casos. Se considera una evolución excepcional de la colelitiasis.
Debido a su difícil diagnóstico tiene un alto índice de complicaciones y una mortalidad que se encuentra entre 12 y 27%. Sólo del 1 al 15% de las fístulas biliodigestivas producen íleo biliar, el cual tiende a pasar inadvertido en muchos de los casos, interpretándose como un cólico biliar o episodios de colecistitis aguda.
Generalmente el 'íleo biliar' se observa en pacientes de edad avanzada. Un gran cálculo vesicular pasa al duodeno (raramente al estómago) luego de producir un proceso inflamatorio perivesicular que adhiere la vesícula al mismo y por decúbito genera una fístula o comunicación colecistoduodenal. Dicho cálculo en el tubo digestivo progresa produciendo dolores cólicos intestinales (oclusión intermitente o suboclusión) y avanza hasta obstruirlo totalmente. (con distensión abdominal, vómitos, falta de eliminación de materia fecal y gases, deshidratación etc).las radiografías de abdomen muestran: aire en las vías biliares, dilatación de intestino delgado con niveles hidroaereos y muchas veces imagen del gran cálculo en algún lugar del abdomen fuera de la región biliar. La ecografía y T.A.C. también aportan elementos de diagnóstico. El tratamiento es quirúrgico. Si es posible exprimir el cálculo a través de la unión el intestino delgado con el colon (riesgo de desgarro) y allí abandonarlo para su libre evacuación. Generalmente es necesario abrir el intestino y extraer en cálculo suturando luego dicha apertura. Deberá explorarse todo el intestino delgado pues podría tratarse de un doble cálculo que emigró. Situación que debe sospechar cuando el primero es un lito facetado. No se recomienda tratar simultáneamente la enfermedad vesicular. La complicaciones y mortalidad están relacionadas con el tiempo de evolución y estado del paciente. 